# Homestead Records
Homestead Records était un sous-label de Dutch East India Trading, fondé en 1983. Il s'est principalement consacré à la production de musique expérimentale et est considéré comme un des principaux acteurs du lancement du noise rock. Le label fut longtemps dirigé par Gerard Cosloy, qui a donné durablement son empreinte au label. Ses successeurs furent Ken Katkin puis Steve Joerg. La dernière sortie du label fut le Cama de terra de Ivo Perelman en 1996.

## Artistes
- GG Allin
- Bastro
- Babe the Blue Ox
- Big Black
- Bodeco
- Breaking Circus
- Cakekitchen
- Death Of Samantha
- Dinosaur Jr
- The Dogmatics
- Einstürzende Neubauten
- Elliott Sharp
- The Frogs
- Green River
- Happy Flowers
- Honor Role
- William Hooker
- Daniel Johnston
- King Kong
- Live Skull
- My Dad Is Dead
- Naked Raygun
- New Radiant Storm King
- Nice Strong Arm
- Nick Cave and the Bad Seeds
- William Parker
- Ivo Perelman
- Phantom Tollbooth
- Pony
- The Proletariat
- Salem 66
- Seam
- Sebadoh
- Sleepyhead
- Sonic Youth
- Soul-Junk
- Squirrel Bait
- SSD
- Supreme Dicks
- Swans
- Trumans Water
- U-Men
- Uzi
- Volcano Suns
- David S. Ware
- Weird Paul Petroskey

## Source
- (en) Cet article est partiellement ou en totalité issu de l’article de Wikipédia en anglais intitulé « Homestead Records » (voir la liste des auteurs).